# Руда Гвезда
«Ру́да Гве́зда» (чеш. Rudá Hvězda) — чехословацкий футбольный клуб из города Брно. В сезонах 1957/58 — 1960/61 выступал в высшем дивизионе чемпионата Чехословакии. После сезона 1960/61 был объединён с клубом «Спартак» Брно (ныне «Зброёвка» Брно).

## Участие вчемпионате Чехословакии
- Сезон 1957/58 : 7 место
- Сезон 1958/59 : 5 место
- Сезон 1959/60 : 10 место
- Сезон 1960/61 : 12 место

## Участие в европейских турнирах
| Сезон   | Турнир                        | Раунд  | Страна                     | Клуб            | Матчи    |
| ------- | ----------------------------- | ------ | -------------------------- | --------------- | -------- |
| 1960-61 | Кубок обладателей Кубков УЕФА | Предв. | Флаг ГДР                   | Форвертс Берлин | 1:2, 2:0 |
|         |                               | 1/4    | Флаг Югославии (1945—1991) | Динамо Загреб   | 0:0, 0:2 |